# Incäçay
Incäçay (azerbajdzjanska: İncəçay) är ett vattendrag i Azerbajdzjan. Det ligger i den centrala delen av landet, 240 km väster om huvudstaden Baku.
Trakten runt Incäçay består till största delen av jordbruksmark. Runt Incäçay är det ganska glesbefolkat, med 43 invånare per kvadratkilometer.